# 安東尼維爾 (阿肯色州)
安東尼維爾（英語：Anthonyville）是一個位於美國阿肯色州克里坦登縣的市鎮。

## 地理
安東尼維爾的座標為35°02′22″N 90°20′27″W / 35.03944°N 90.34083°W，而該地的平均海拔高度為63米（即207英尺）。

## 人口
根據2020年美國人口普查的數據，安東尼維爾的面積為0.20平方千米，皆為陸地。當地共有人口135人，而人口密度為每平方千米675人。